# Lyre decazevilloise
La Lyre decazevilloise est une société musicale de Decazeville (Aveyron), fondée le dimanche 1er  juillet 1900, autour d’un orchestre d'harmonie, avant d’être structurée en association en 1902. Cette société musicale constitue en interne une école de musique dès le 24 février 1902, mais il faudra attendre le début de l'année 1920, pour voir émerger un établissement d'enseignement artistique en régie municipale, sous l’impulsion du maire Paul Ramadier. Elle précède d’un mois sa cadette, la société de gymnastique « L’Alerte ». L'orchestre d'harmonie a cessé ses activités le 11 novembre 2023, à l'issue d'une dernière série de cérémonies officielles et marque une pause, d'une durée indéterminée.

## Histoire

### Genèse (1900-1919)

Première photo officielle connue de la Lyre decazevilloise prise entre 1900 et 1905 devant son local (école des garçons).

La création de la société musicale a lieu en 1900 avec la fusion d'anciens musiciens issus de l'harmonie des mines et forges d'Aubin (dissoute vers 1890) avec des élèves de la musique des Frères, une fanfare dirigée par Mansion (qui avait aussi la charge musicale de l'orphéon, le chœur d'hommes de Decazeville). Le groupe constitué résultant de ce regroupement prend le nom de « Lyre decazevilloise ».

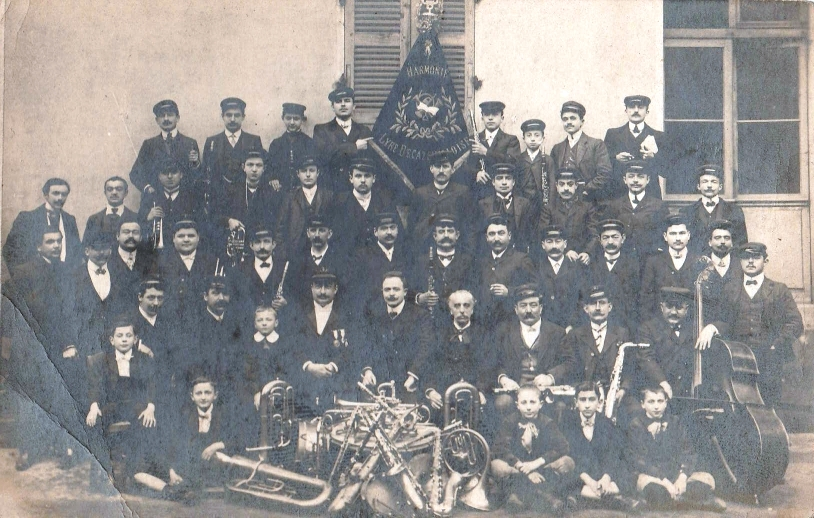
La Lyre decazevilloise le 4 décembre 1907, sous la direction de Lefebvre.

Dès le début, la Lyre decazevilloise participe notamment à la fête patronale qui se tient au mois de juin, avant que les festivités soient déplacées quelques années après en septembre. Durant les premières années, Conte, Sénizergues, Barthe et Marfan dirigent tour à tour l'harmonie puis en 1906 arriva Gabriel Lefebvre, violoniste qui fait progresser le niveau à la veille de la guerre de 1914, en lui faisant assurer des prestations hors Decazeville et en préparant des concours d'orchestre :
- concours à Cahors en 1906, 1er prix de lecture à vue et un prix d'excellence[9] ;
- concours ouvert aux harmonies et fanfares à Decazeville les 11 et 12 septembre 1910[10],[11] ;
- concours à Rodez en 1910, 2e section avec un 1er prix de lecture à vue, agrémenté d'un 1er prix ascendant Honneur[9].

Sous l'impulsion de son chef Lefebvre, la Lyre decazevilloise se constitue en orchestre symphonique par l'ajout d'un ensemble à cordes aux instruments de l'harmonie. En juin 1912, trois prix la récompensent 1re section à Tonneins : 1er prix de lecture à vue, 1er prix ascendant, 1er prix d'exécution.

### Entre-deux-guerres et Seconde Guerre mondiale (1919-1944)
Après la mise en sommeil pendant la guerre de 1914-1918, nouveau départ en 1919 avec les anciens de Lefebvre et des jeunes qu'il avait formés. Lefebvre venant de mourir, le musicien du rang Kensiev dirige quelques répétitions en intérim avant l'arrivée de Louis Marroufin. L’entre-deux-guerres est une période d’essor de l’orchestre qui gravit les échelons jusqu’à la division supérieure, à l'image du concours d'orchestre à Toulouse en 1924. La Lyre decazevilloise participe à l'animation du territoire, fêtes, messes en musique ou encore de concerts donnés en ville.
Durant la Seconde Guerre mondiale, la Lyre decazevilloise maintient autant que possible une activité musicale,.

### Marche du renouveau (1944-1955)

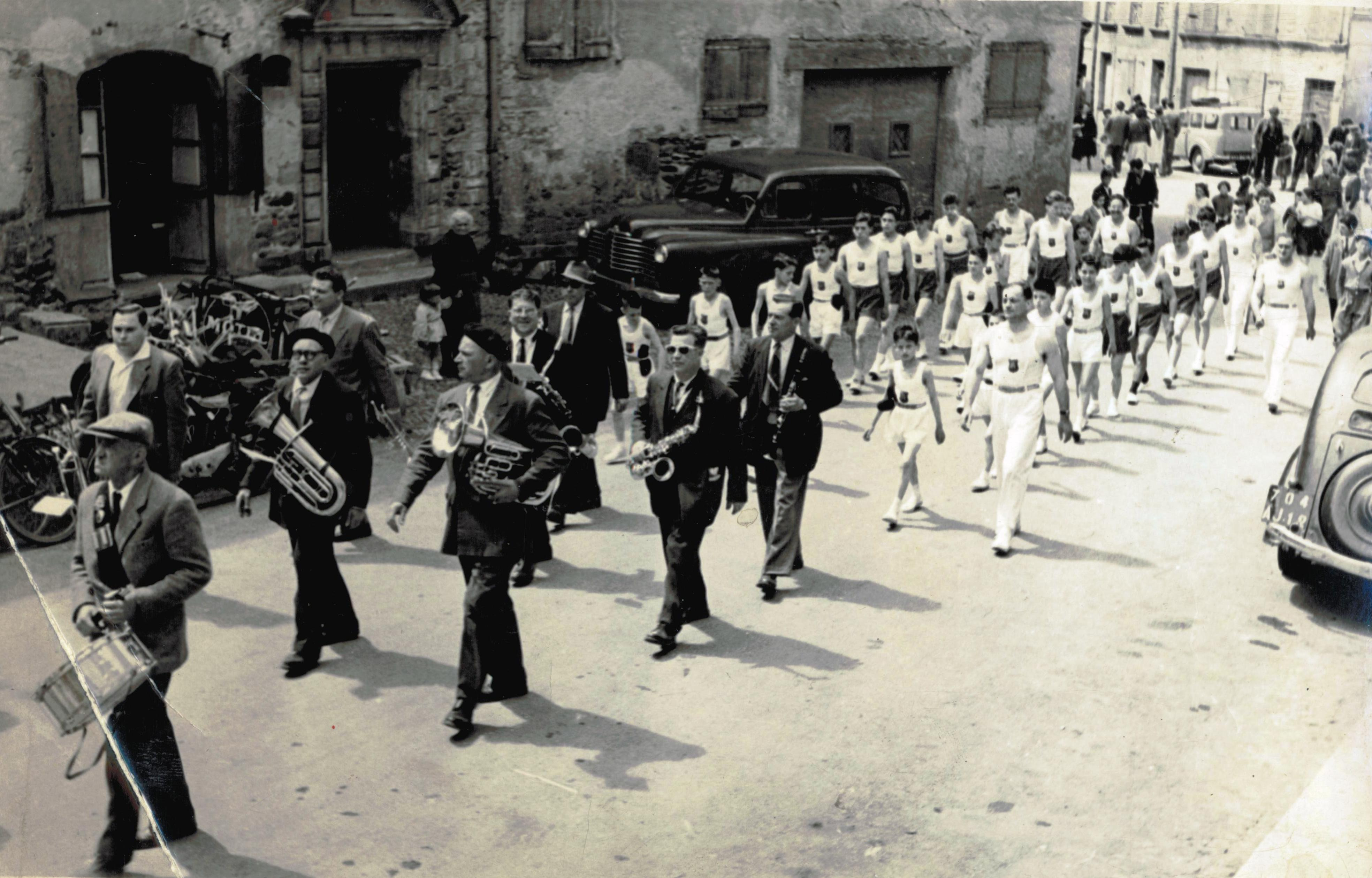
Défilé de la libération en août 1944 avec la Lyre decazevilloise.

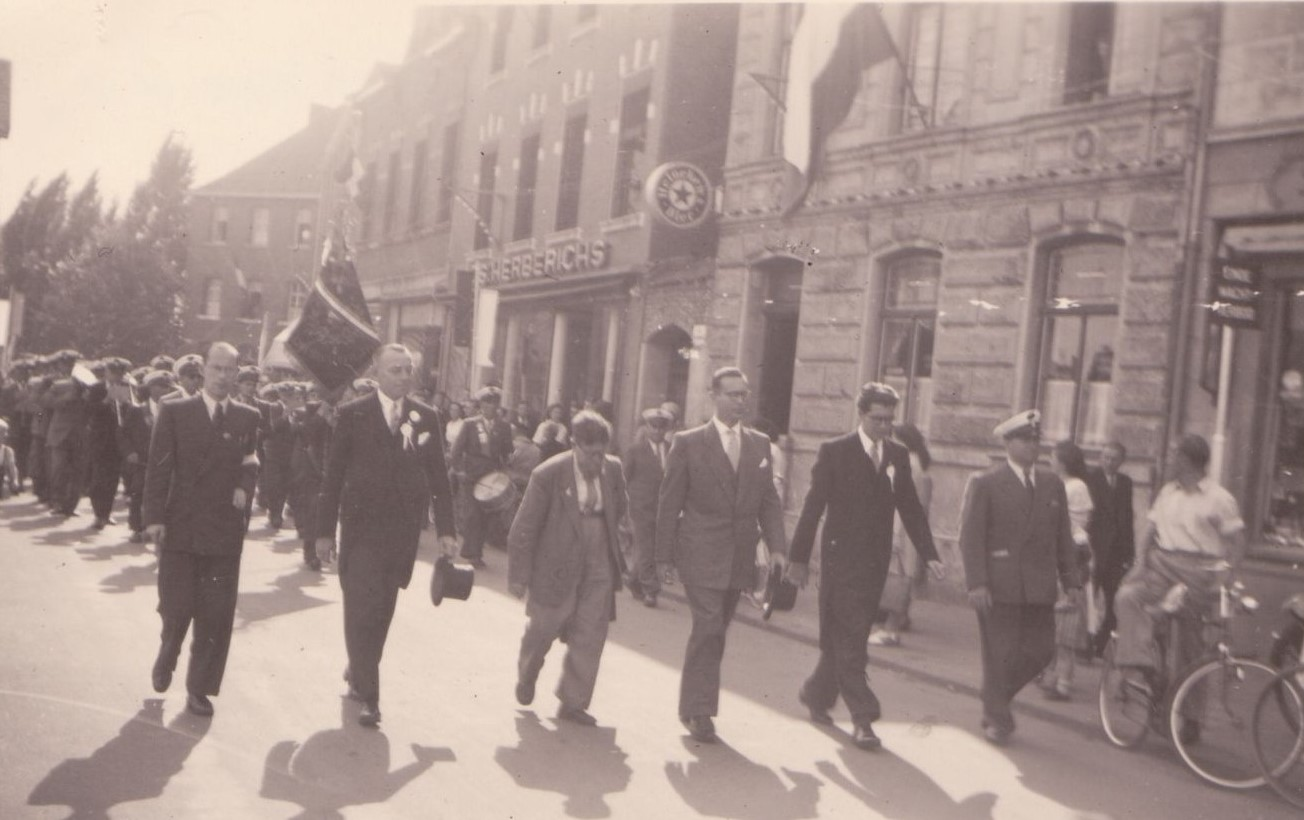
La Lyre défile dans les rues de Kerkrade en août 1951.

À la libération de Paris, un groupe d’anciens musiciens de la Lyre (renforcé par quelques éléments de l’harmonie Viviez-Penchôt) organise le 23 août 1944 un défilé spontané.
Le 1er juin 1946 à la demande du président de la Lyre, Gaston Ricard et de la municipalité de Decazeville, arrive Raymond Robin sur recrutement.
À Decazeville, l’enseignement musical se fait jusqu'alors par l’intermédiaire de sociétés musicales ou de professeurs particuliers,.
La Lyre decazevilloise se présente le dimanche 5 août 1951 en division supérieure dans laquelle elle s'était inscrite. La Lyre decazevilloise obtient un 3e prix ex-æquo partagé avec l'harmonie municipale d'Arras.

### Les Trente Glorieuses de la Lyre decazevilloise (1955-1983)

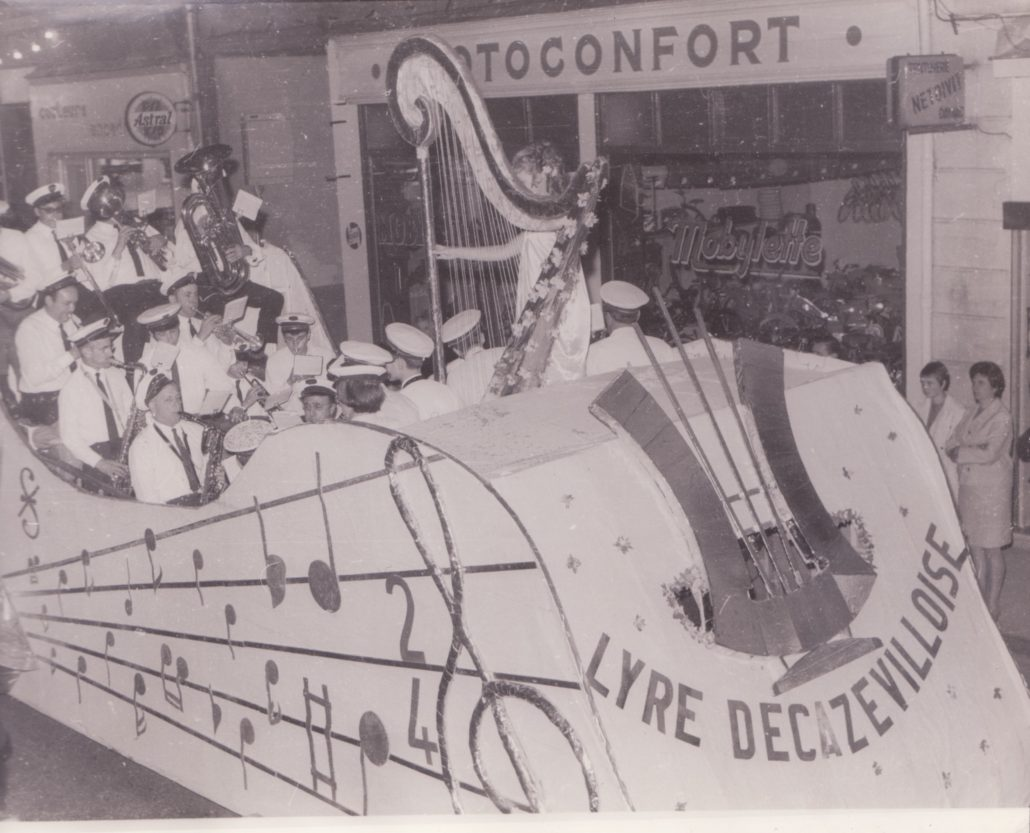
Le char de la Lyre Decazevilloise lors de la fête de 1968.

Dans l’hiver 1954-1955, la municipalité et les sociétaires de la Lyre decazevilloise commencent la construction d’une nouvelle salle de musique. L’orchestre reprend ses activités.

### L’ouverture à la société civile contemporaine (1983-1992)

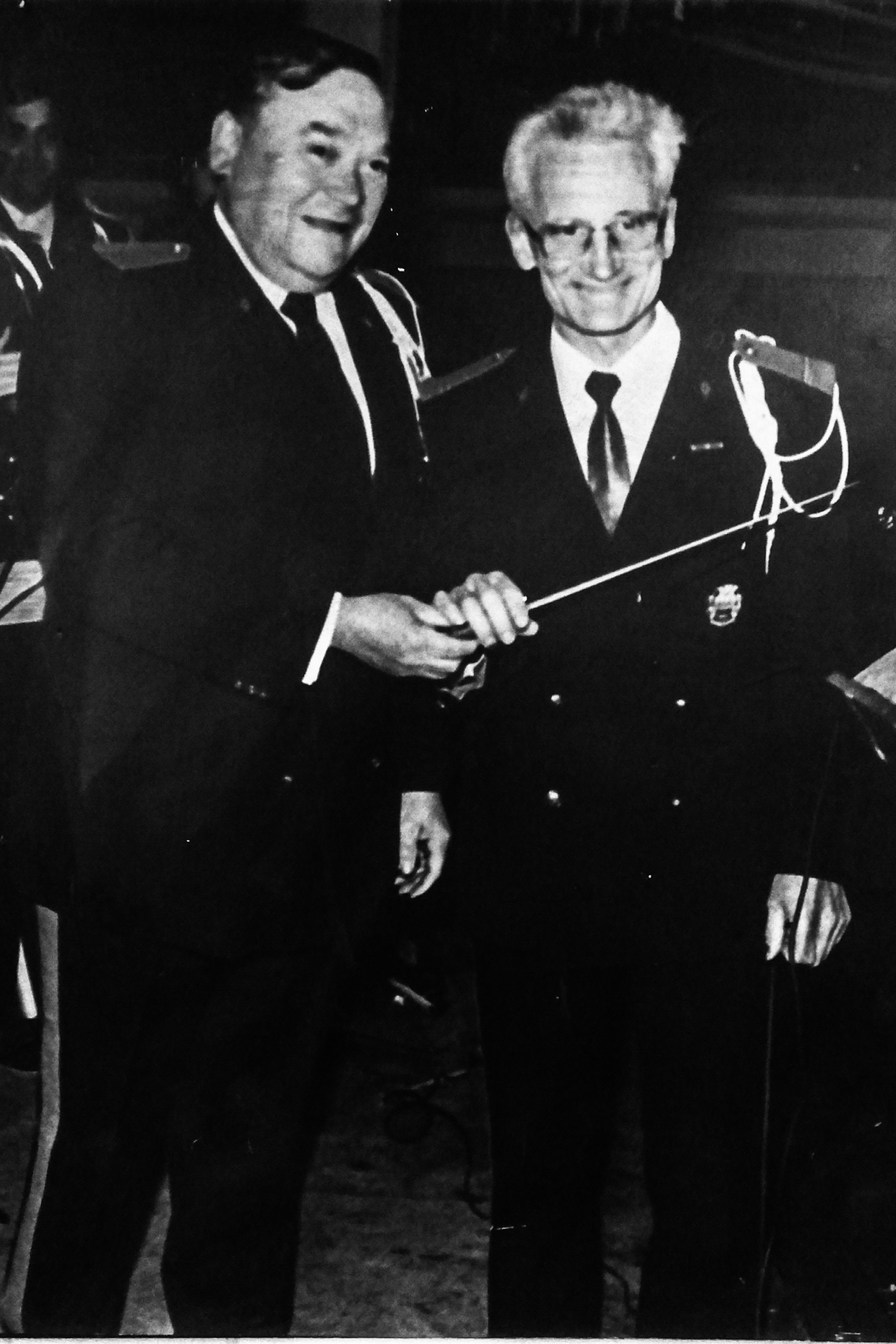
Le président Vincent Vivas (à gauche) confie la direction de la Lyre à René Portero (à droite) promu chef de musique.

Lors de l'assemblée générale de la Lyre decazevilloise au début de l’année 1983, Raymond Robin quitte officiellement ses fonctions de chef de musique pour se consacrer à la fédération musicale de l'Aveyron. Le président de la Lyre, Vincent Vivas, confie la direction de l’orchestre au chef de musique adjoint René Portero, promu chef de musique[source insuffisante].

### De la musique au cœur de l’harmonie (1997-2001)
Le concert du centenaire de la Lyre decazevilloise est organisé le samedi 6 mai 2000 à la salle polyvalente de Decazeville. Il réunit 800 personnes dont 130 musiciens pour un grand final sur scène. Au cours de cette soirée rétrospective, les musiciens decazevillois interprètent les œuvres qui ont jalonné les cent ans d'existence de l'association et c'est l'occasion pour les anciens chefs de musique de diriger à nouveau cet orchestre d'harmonie
.

### Musiques en liberté (2008-2013)

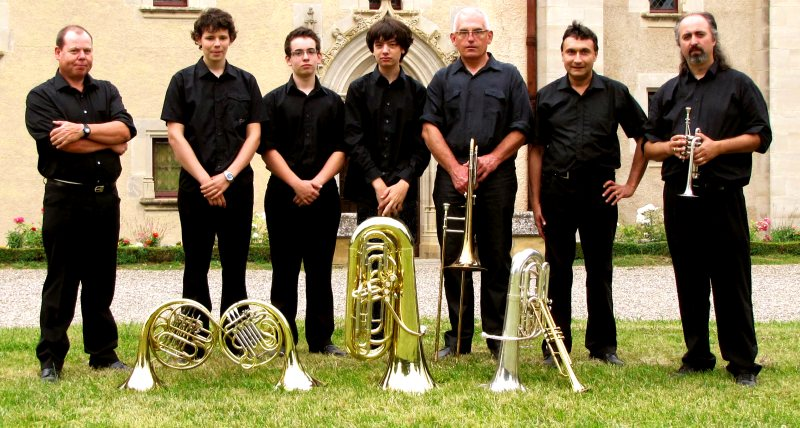
L'ensemble de cuivres de Decazeville au château de Gironde (Vallée du Lot, Aveyron).

L'école de musique de la Lyre decazevilloise met en place une action éducative sur le territoire autour de la clarinette. Le principe retenu est une master-classe animée par le quatuor de clarinettes Anches hantées,.
À partir de la rentrée scolaire de 2010, l'école de musique de la Lyre rentre dans une phase de développement avec la création de deux classes d'orchestre,,.
À partir de septembre 2009, l'association développe une action de sensibilisation autour de la musique d'ensemble et favorise l'accès à la direction d'orchestre à plusieurs grands élèves issus de l'école de musique.
L'école de musique de la Lyre decazevilloise ouvre une classe de piano en septembre 2011.

## Direction et personnalités

### Présidents de la Lyre decazevilloise
| Période d'activité | Président          |
| ------------------ | ------------------ |
| 1900 à 1910        | Ernest Auriac      |
| 1910 à 1922        | Rauffet,           |
| 1922 à 1944        | Charles Gayraud    |
| 1944 à 1968        | Gaston Ricard      |
| 1968 à 1980        | Fernand Boyer      |
| 1980 à 1991        | Vincent Vivas      |
| 1991 à 1993        | Jean Maréchal      |
| 1993 à 1994        | Sébastien Agelou   |
| 1994 à 1995        | Lucienne Mucci     |
| 1995 à 1999        | Josette Costes     |
| 1999 à 2003        | Pierre Souyri      |
| 2003 à 2006        | Christian Rayet    |
| 2006 à 2013        | Patrice de Luycker |
| 2013 à 2016        | Michel Dupin       |
| Depuis 2016        | Laurent Tarayre    |

### Albert Séguy, mécène et fondateur de la Lyre decazevilloise

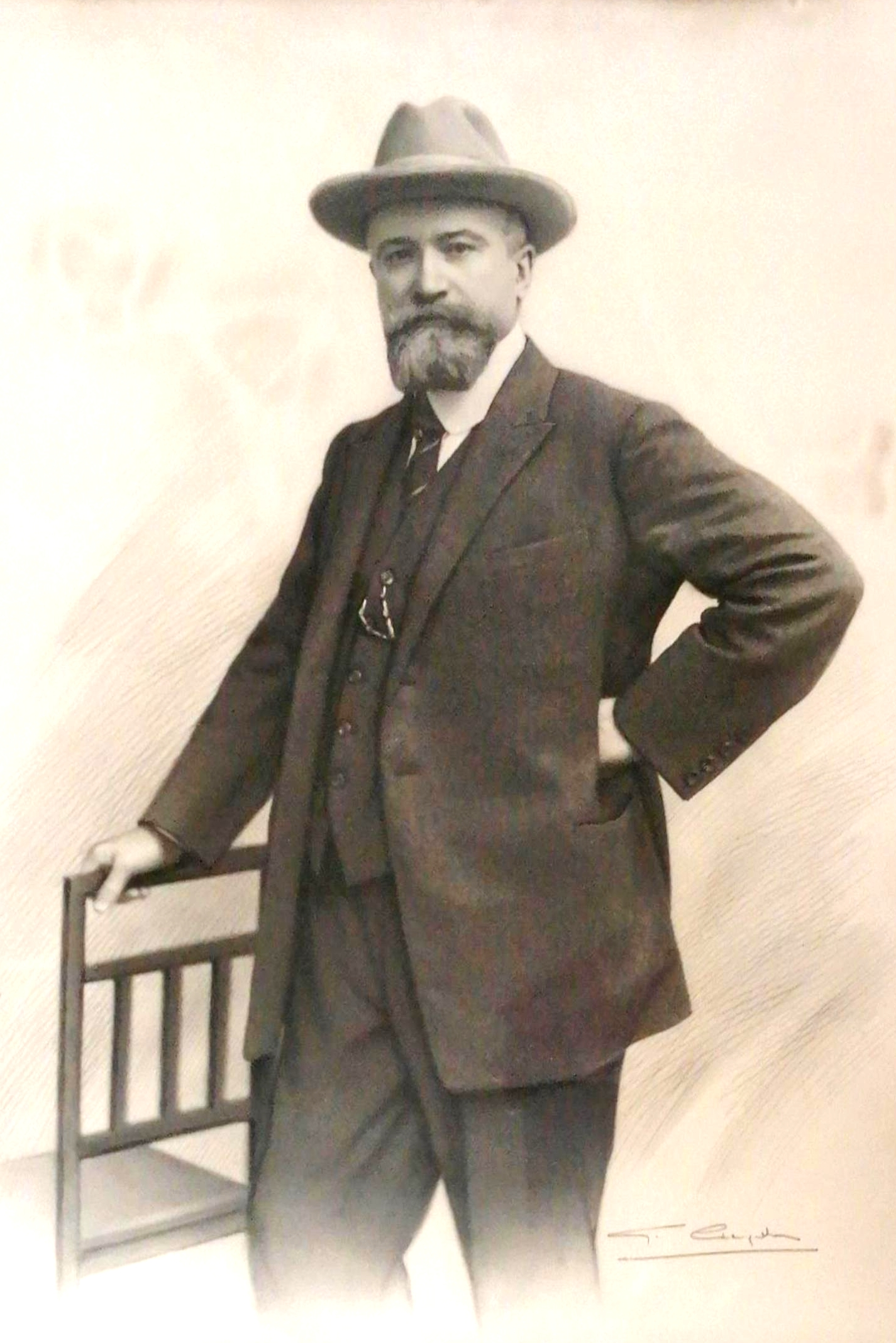
Albert Séguy, grand mécène et président d'honneur de la Lyre decazevilloise.

Né en 1877 à Decazeville, Albert Séguy est un négociant agissant en qualité de bienfaiteur ou membre honoraire de plusieurs sociétés de sa ville. Président d'honneur de la Lyre decazevilloise, on[Qui ?] lui attribue la création de cet orchestre d'harmonie en 1900 grâce à son action de mécénat. Il décède en 1926 à l'âge de 48 ans et ses obsèques bénéficient d'un service musical assuré par la Lyre decazevilloise ainsi que d'un éloge funèbre prononcé par Charles Gayraud, président de la Lyre.

### Henri Conte, chef de musique de la Lyre decazevilloise
Henri, Baptiste Conte est le premier chef de musique de la Lyre decazevilloise entre 1900 et 1903, tout en dirigeant en même temps l'harmonie de Capdenac-Gare. Né le 16 septembre 1871 à Morlhon près de Villefranche-de-Rouergue, il embrasse une carrière d'instituteur. Ajourné du service militaire pour invalidité à la jambe droite en 1892, il est classé dans les services auxiliaires de l'armée en 1893. Avant de diriger la Lyre decazevilloise, on le retrouve à la tête de la fanfare Alliance républicaine à Villefranche dès 1896. A ses débuts, la Lyre decazevilloise répète dans une classe de l'école de garçons et l'un des premiers concerts connus sous sa direction remonte au dimanche 20 janvier 1901. Le répertoire s'étoffe au fil des répétitions et la Lyre obtient dès 1902 l'une de ses premières distinctions au concours musical de Tulle. Après avoir quitté la Lyre decazevilloise en 1903, Henri Conte prend la direction de plusieurs sociétés musicales à Villefranche-de-Rouergue dont la fanfare Les enfants de Villefranche, de la chorale « Les bardes » et de l’estudiantina « La cigale », un ensemble à plectres. À partir de 1905, toujours à Villefranche-de-Rouergue, on le retrouve à la direction de l'harmonie Sainte-Cécile. Mobilisé par décret du 1er août 1914 lors de la Première guerre mondiale, il est incorporé le 20 juillet 1916 au 122e régiment d'infanterie à Rodez. Il bénéficie de plusieurs sursis en qualité d'instituteur à l'école Saint-Joseph de Rodez puis à Sainte-Emilie de la Besse à Villefranche-de-Panat. Inapte aux combats en raison de son invalidité, il est libéré de ses obligations militaires le 19 décembre 1918.

### Archives départementales de l'Aveyron
1. ↑  « - 17/09/1910 - 17/09/1910 Archives départementales de l'Aveyron », sur archives.aveyron.fr (consulté le 23 avril 2019)
2. ↑  « - 13/12/1919 - 13/12/1919 Archives départementales de l'Aveyron », sur archives.aveyron.fr (consulté le 24 avril 2019)
3. ↑  « - 11/12/1920 - 11/12/1920 Archives départementales de l'Aveyron », sur archives.aveyron.fr (consulté le 24 avril 2019)
4. ↑  « - JOUAVEYRON - 21/11/1942 Archives départementales de l'Aveyron », sur archives.aveyron.fr (consulté le 2 décembre 2019)
5. ↑  « - 04/06/1910 - 04/06/1910 Archives départementales de l'Aveyron », sur archives.aveyron.fr (consulté le 2 novembre 2019)
6. ↑  « - 22/10/1910 - 22/10/1910 Archives départementales de l'Aveyron », sur archives.aveyron.fr (consulté le 2 novembre 2019)
7. ↑  « - 14/01/1911 - 14/01/1911 Archives départementales de l'Aveyron », sur archives.aveyron.fr (consulté le 2 novembre 2019)
8. 1 2  « - 15/05/1926 - 15/05/1926 Archives départementales de l'Aveyron », sur archives.aveyron.fr (consulté le 28 novembre 2019)
9. ↑  « 1R786 - Conte Baptiste Henri - 1891 Archives départementales de l'Aveyron », sur archives.aveyron.fr (consulté le 20 novembre 2019)